# 溫泉場站
温泉場站（：／ Oncheonjang yeok */?）是釜山地鐵1號線沿線的一座高架車站，位於韓國釜山廣域市東萊區溫泉洞。

## 車站結構
站體為2面2線側式月台的高架車站，候車月台設有月台幕門，並有5處出口。

### 月台配置
| 明倫 ↑     |
| \| 上      |
| ↓ 釜山大學 |

| 月台 | 路線               | 目的地                     |
| ---- | ------------------ | -------------------------- |
| 上行 | ●釜山都市铁道1号线 | 多大浦海水浴場方向         |
| 下行 | ●釜山都市铁道1号线 | 釜山大學、梵魚寺、老圃方向 |

## 歷史
- 1985年7月19日：落成啟用。

## 車站周邊
- 東萊溫泉
- SK集團
- Home plus（朝鲜语：홈플러스）温泉場店
- 東萊CGV
- 金剛公園
- 金井山
- 我立德脊索醫院
- 釜山海洋自然史博物館
- 東海中學
- 釜山銀行温泉洞分行、金井分行
- 國民銀行温泉洞分行

## 相鄰車站
釜山交通公社
●釜山都市铁道1号线
明倫（126）－溫泉場（127）－釜山大學（128）